# Оспитале-ди-Кадоре
Оспитале-ди-Кадоре (итал. Ospitale di Cadore) — коммуна в Италии, располагается в провинции Беллуно области Венеция.
Население составляет 365 человек (2008 г.), плотность населения составляет 9 чел./км². Занимает площадь 40 км². Почтовый индекс — 32010. Телефонный код — 0437.
Покровителем коммуны почитается Пресвятая Троица. В коммуне 8 сентября особо празднуется Рождество Пресвятой Богородицы.

## Демография
Динамика населения:

## Администрация коммуны
- Официальный сайт: